# آلن شارتیه
آلن شارتیه (به فرانسوی: Alain Chartier) شاعر قرن چهاردهم میلادی اهل فرانسه است.
- بانوی زیبای سنگدل